# Lukas Ammann

Autogramm von Lukas Ammann

Lukas Ammann (* 29. September 1912 in Basel; † 3. Mai 2017 in München) war ein Schweizer Schauspieler, der insbesondere durch seine Titelrolle in der Fernsehserie Graf Yoster gibt sich die Ehre bekannt wurde.

## Leben und Karriere
Ammann, Sohn von Alice Ammann-Bloch (1888–1919) und des Schweizer Kunstmalers Eugen Ammann (1882–1978), strebte nach dem Schulabschluss ans Theater und besuchte ab 1933 Max Reinhardts Schauspielschule in Berlin. 1934 verliess er an der Seite von Heinrich Gretler das nationalsozialistische Deutschland, wurde allerdings auch in der Schweiz wegen seiner jüdischen Mutter angefeindet. Er stand zunächst in St. Gallen und dann am Schauspielhaus Zürich an der Seite von Therese Giehse auf der Bühne und war 1948 unter Kurt Hirschfeld in der Rolle des Attaché an der Uraufführung von Herr Puntila und sein Knecht Matti beteiligt. Nach dem Krieg gehörte Ammann mehrere Jahre zum Ensemble des Theaters Die Kleine Freiheit in München. Gastspiele und Tourneen führten ihn auf Bühnen in Österreich, Skandinavien und den Vereinigten Staaten.
Bereits 1939 hatte Ammann seine ersten Filmauftritte in dem Wehrertüchtigungsstreifen Wehrhafte Schweiz und in dem Schweizer Kriminalfilm Wachtmeister Studer, nach dem gleichnamigen Roman von Friedrich Glauser, mit Heinrich Gretler in der Hauptrolle. Ab den 1950er-Jahren hatte Ammann vor allem im deutschen Fernsehen Erfolg. 1961 spielte er in der Serie Gestatten, mein Name ist Cox mit Günter Pfitzmann, Ellen Schwiers und Paul Edwin Roth. 1963 war er einer der Geschworenen in Die zwölf Geschworenen, einem Remake des gleichnamigen US-amerikanischen Spielfilms für das deutsche Fernsehen unter der Regie von Günter Gräwert. 1966 spielte Ammann in der ersten deutschen Farbfernsehserie Adrian der Tulpendieb mit. Hinzu kamen Gastauftritte in Serien wie Das Kriminalmuseum, Die fünfte Kolonne, Der Forellenhof oder Der Kommissar. 1973 war er in dem Horrorfilm Hexen – geschändet und zu Tode gequält zu sehen.
Große Popularität verschaffte Ammann ab 1967 die Titelrolle in der bald Kultstatus erreichenden, langlebigen Serie Graf Yoster gibt sich die Ehre, in der er einen aristokratischen Amateurdetektiv und Krimiautor spielte, der mit Hilfe seines vorbestraften Chauffeurs Johann, gespielt von Wolfgang Völz, Fälle in den „besseren Kreisen“ löst. Von 1994 bis 2000 war Ammann mit der Rolle des Familienoberhauptes in Die Fallers noch einmal in einer Fernsehserie erfolgreich. 1998 spielte er in Dani Levys Kinofilm Meschugge einen vermeintlichen Überlebenden des Holocaust. 2005 übernahm er im Alter von 92 Jahren die Titelrolle in Micha Lewinskys Film Herr Goldstein, der beim Filmfestival von Locarno als bester Schweizer Kurzfilm ausgezeichnet wurde. Im Jahr 2013 wirkte er mit 101 Jahren im Film Réunion Solitaire mit.
Als Synchronsprecher lieh Ammann seine Stimme unter anderen Peter Sellers (Verliebt in eine Königin, 1955), Andy Griffith (Ein Gesicht in der Menge, 1957), Lino Ventura  (Ihr Verbrechen war Liebe, 1959), Vincent Price (Der Hexenjäger, 1968) sowie Lucky Luke in der gleichnamigen Comicverfilmung von 1971.
Für das Hörspiellabel Europa kam es 1981 nochmal zu einer Zusammenarbeit mit Wolfgang Völz für die Serie Der unheimliche Phantoll von Eberhard Alexander-Burgh (Hui Buh, Die Hexe Schrumpeldei und andere). In den zwei erschienenen Folgen sprach Lukas Ammann den Erfinder Lord Tütelüt, Wolfgang Völz sprach den Butler Johann.
In der BR-Hörspielproduktion Der Name der Rose sprach Ammann die Rolle des Ubertin von Casale.
Ammann war ab 1959 in dritter Ehe mit der Sängerin Liselotte Ebnet (1932–2009) verheiratet, die viele Jahre Ensemblemitglied am Staatstheater am Gärtnerplatz war. Aus einer früheren Ehe hatte er zwei in Uruguay lebende Söhne. Er lebte zuletzt allein in seiner Münchener Wohnung und führte seinen Haushalt noch einen Monat vor seinem Tod weitgehend eigenständig. Lukas Ammann starb im Mai 2017 im Alter von 104 Jahren in seiner Wohnung.
Er ist auf dem Münchner Westfriedhof (Grab Nr. 220-A-9a/b) beigesetzt.

## Filmografie (Auswahl)
- 1939: Wehrhafte Schweiz
- 1939: Kriminalkommissar Studer (Wachtmeister Studer)
- 1940: Ist Dr. Ferrat schuldig? (Dilemma)
- 1941: Bider der Flieger
- 1942: Menschen, die vorüberziehen
- 1952: Palast Hotel (Palace Hotel)
- 1955: Bel Ami
- 1957: Nachts, wenn der Teufel kam
- 1958: Ich war ihm hörig
- 1959: Heiße Ware
- 1959: Der Schatz vom Toplitzsee
- 1959: Die ideale Frau
- 1961: Gestatten, mein Name ist Cox (Fernsehserie, mehrere Folgen)
- 1961: Zu viele Köche (Fernsehmehrteiler)
- 1963–1964: Die fünfte Kolonne (Fernsehserie, 2 Folgen)
- 1963: Die zwölf Geschworenen (Fernsehfilm)
- 1963: Ferien vom Ich
- 1965: Gewagtes Spiel (Fernsehserie, Folge Über 70 mal)
- 1966: Der Kongreß amüsiert sich
- 1966: Adrian der Tulpendieb
- 1967: Der Tod ritt dienstags (I giorni dell’ira)
- 1967: Das Kriminalmuseum (Fernsehserie, Folge Kaliber 9)
- 1967–1976: Graf Yoster gibt sich die Ehre (Fernsehserie, 62 Folgen)
- 1968: Jet Generation
- 1968: Der Reformator
- 1968: Zucker für den Mörder (Un killer per sua Maestà)
- 1968: Detektiv Quarles (Fernsehserie)
- 1969: Der Kommissar (Fernsehserie, Folge 2: Das Messer im Geldschrank)
- 1970: Dällebach Kari
- 1970: Ein großer graublauer Vogel
- 1973: Hexen – geschändet und zu Tode gequält
- 1973: Okay S.I.R. (Fernsehserie, Folge Ausverkauf im Allgäu)
- 1973: Zwischen den Flügen (Fernsehserie)
- 1981: Sonne, Wein und harte Nüsse, (Fernsehserie, Folge 26 Die Sache mit der indischen Seide)
- 1981–1985: Goldene Zeiten – Bittere Zeiten (Fernsehserie, 13 Folgen)
- 1987: Der Fälscher
- 1988: Klassezämekunft
- 1990: Der achte Tag
- 1990: Hals über Kopf (Fernsehserie, Folge 31 Vampire)
- 1990: Florian (Fernsehserie, 5 Folgen)
- 1992: Liebe auf Bewährung
- 1998: Meschugge
- 1994–2000: Die Fallers (Fernsehserie, 166 Folgen)
- 2000: Tatort: Mord am Fluss (Fernsehreihe)
- 2005: Herr Goldstein (Kurzfilm)
- 2015: Reunion Solitaire